# 原爆投下・10秒の衝撃

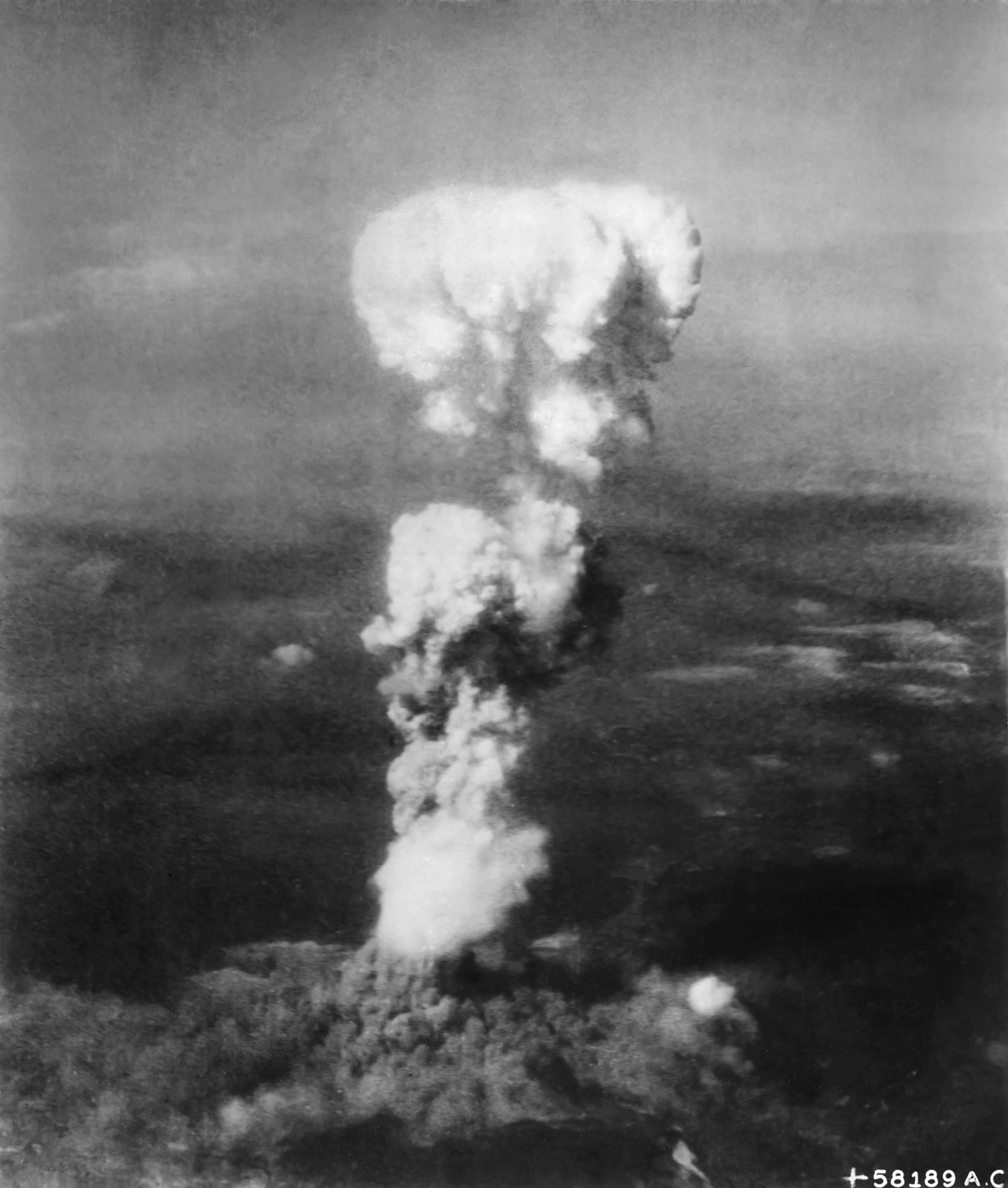
広島市への原爆投下に同行した科学調査班のハロルド・アグニューが撮影したキノコ雲の映像。原爆が炸裂してから約3分が経過した後の様子である。番組は、このキノコ雲が生じる3分前にあたる炸裂後0秒から10秒までの間に広島市内で起こった出来事を検証し、再現する。

『原爆投下・10秒の衝撃』（げんばくとうか・じゅうびょうのしょうげき）は、NHK総合テレビの「NHKスペシャル」枠で1998年8月6日に放送されたドキュメンタリー番組である。2005年4月3日には、同局にて月1回放送の「平和アーカイブス」枠や2021年8月7日にNHK総合テレビで再放送された。
広島市には1945年（昭和20年）8月6日に原子爆弾（以下「原爆」と表記）「リトルボーイ」が投下された。番組は、原爆がどのような惨禍を地上と人々にもたらしたかを、原爆が炸裂した最初の10秒間にタイムスケールを絞って検証し、CG映像やシミュレーション実験の映像、そして多くの被爆者に取材して得た証言を交えつつ再現している。また、1997年当時に民間で進められていた爆心地復元事業についても取材が行われ、番組内では田邉雅章をはじめとした遺族らによる活動にも触れている。

## 番組制作の経緯

### 背景
番組が制作された1998年頃には、それまで被爆経験を語らなかった人々が、被爆後50年を過ぎて重い口を開き始めていた。また当時は、核兵器を持つインドやパキスタンといった国々が核実験を行い、実際に核兵器が使用される可能性もなくはなかった。いっぽうで、修学旅行で来館する学校が減ったこともあり、広島市原爆資料館への入館者数は年々減少していた。1998年には17年ぶりに130万人を割っていた。原爆の体験が風化する危機感がある中、NHK広島放送局では、原爆が炸裂した瞬間の最初の10秒間に起こった事象をクローズアップした番組を制作し放送することで、再び広島のように核攻撃を受けるかも知れない時代への警鐘とすることとした。

### 制作
番組スタッフはアメリカの3人の科学者に面会し協力を依頼した。ロバート・クリスティ博士はマンハッタン計画に従事し広島・長崎で実際に使用された原爆の設計に携わった。開発当時、原爆は衝撃波の影響を最大にすべく設計されたが、実際に広島・長崎で原爆を使用したところ、熱線と放射線の影響が思いがけなく大きいことに驚いたという。彼の他に、核爆発が都市生活に与える影響などを研究している物理学者のセオドア“テッド”ポストル博士（マサチューセッツ工科大学）、核爆発が建物をどのように破壊するかなどを研究しているセオドア・クラウトハマー（Theodor Krauthammer）博士（ペンシルベニア州立大学）も来日した。
スタッフはまた、日本の学者にも協力を依頼した。広島大学原爆放射線医学研究所の星正治博士は放射線物理学の専門家であり、広島市内の被爆試料から放射線量を測定している。自身が被爆者でもある葉佐井博巳（はさい ひろみ）博士（広島大学名誉教授、広島電機大学）は、星博士と一緒に試料の測定を行なってきた。
アメリカによる核実験に50年近く携わってきたハロルド・ブロード博士（パシフィック・シエラ研究所）には、広島市に出現した「火球」がどういったものだったかのシミュレーションを依頼した。
日米の研究者らが討議を重ね、以下に説明する0秒から10秒のシナリオを完成させた。番組スタッフはさらに多くの研究機関の協力を得て、シナリオに描かれた原爆に起因する現象のシミュレーションを行なった。多くの被爆者の手記や証言にある原爆炸裂後に起こった出来事をこのシナリオと突き合わせ、人々が体験した現象が何だったのかを科学的視点から再現していった。

## 10秒の再現

### 第1段階 0秒から100万分の1秒 「放射線」

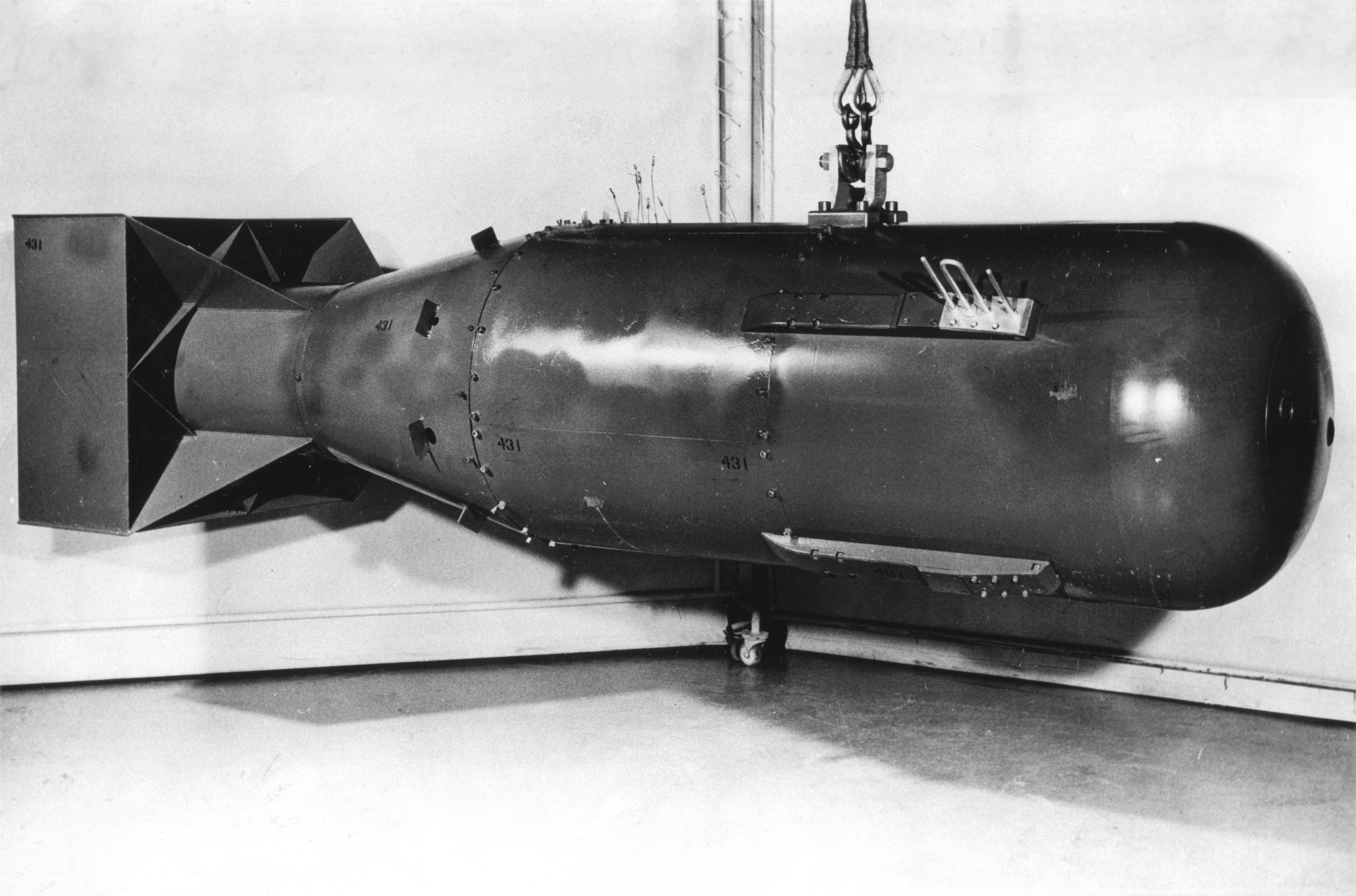
「リトルボーイ」のレプリカ。（参考画像）

まず原爆の炸裂点（高度）を、1993年12月にアメリカ軍が発行した『Guide To U.S. Atomospheric Nuclear Weapon Effects Data』に基づいて、567mに設定した。また、リトルボーイの構造は機密であることから、資料『U.S. Nuclear Weapon The Secret History』に掲載された、設計図に近い図面に基づいて再現した。リトルボーイ内部のウラン235の2つの塊が爆薬の力で衝突し、核分裂の連鎖反応が始まる時点を0秒と定めた。爆弾の炸裂は100万分の1秒後と推定された。この時までに、核分裂時に発生した中性子がリトルボーイの外殻を通過し放出されたと考えられた。中性子はあらゆる物質の原子核に衝突して次の放射線を生み出し、さらに物質からガンマ線を発生させたと考えられた。広島市内各所で採取したリード線や避雷針に使われている銅を調査し、中性子によって銅から変化したニッケル63を測定して、市内に降り注いだ中性子の量を推定した。
広島市の爆心地である旧猿楽町の住民が、原爆によって消滅した町並みの復元に取り組んでいる。疎開や出征で猿楽町を離れていたため災禍を逃れた人々の記憶や証言に基づいた、電柱の位置に至るまで正確に再現した住宅地図が製作された。復元運動を進めていた田邊雅章は、住民が疎開先等に持参したため残った当時の写真を用い、町に聞こえていた音を被せて、かつての猿楽町の光景を再現したCG映像を制作していた。また猿楽町の人々は松屋産業（岩国市）に依頼し、猿楽町にあった広島県産業奨励館（現在の「原爆ドーム」。以下「産業奨励館」と表記）も外観から内部までカラーCG映像で復元してもらっていた。番組スタッフはこれらの情報と映像を用いて、猿楽町を襲った惨禍を再現した。
爆心地から130mの位置（現在は広島平和記念公園敷地内）にあったM建具店の2階建て家屋の模型を、間取りまで正確に製作し、当時この家の1階にいたM氏の親戚一家に中性子がどのような影響を与えたか推定した。降り注いだ中性子の一部は木造家屋を通過し、さらに屋根瓦や壁からガンマ線を発生させる。番組では、一家は中性子線とガンマ線を致死量となる57.7グレイを浴びたと推定した。この時点で、仮に原爆が炸裂せず、熱線や爆風の影響がなかったとしても爆心地付近の住民は助からなかったという。

### 第2段階 100万分の1秒から3秒 「火球の出現」

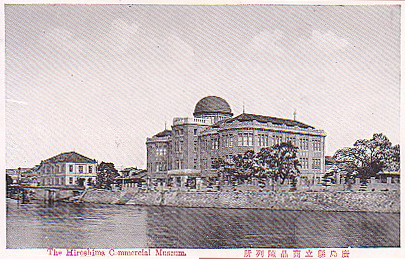
在りし日の産業奨励館（参考画像。番組では松屋産業（岩国市）が制作したCGによる復元映像が使用された。CGは松屋産業のHPに掲載されている）。

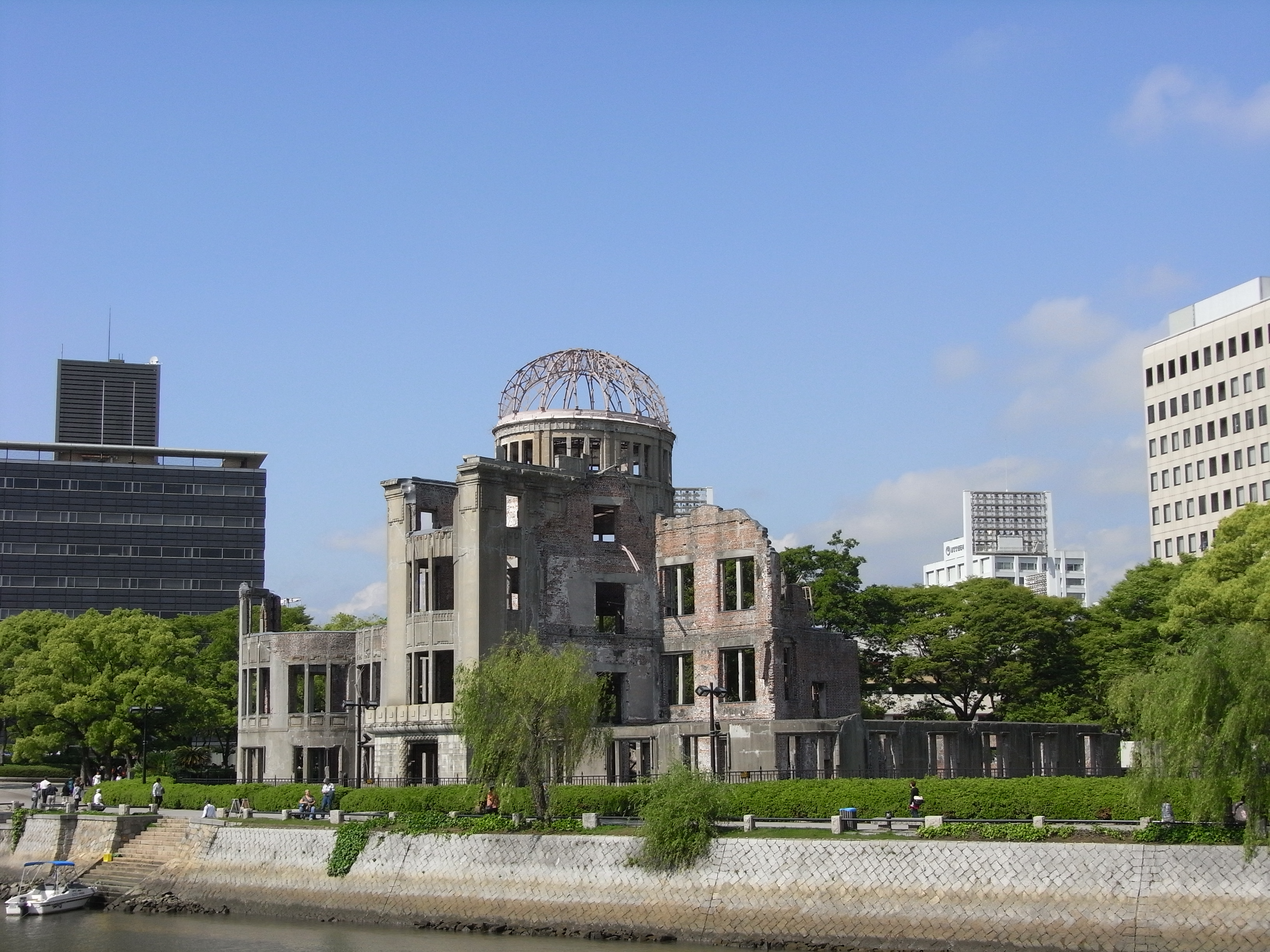
現在の「原爆ドーム」。熱線がドーム部分の屋根の銅板を溶かしたが周囲のスレート葺きの屋根は溶けなかった。そこへ衝撃波が襲い、ドーム部分を残して押し潰したと推定された。（参考画像）

アメリカが行なった過去の核実験のデータに基づき、次のように推定された。まず爆弾の内部でウラン235の核分裂が進行し、原爆の炸裂に至る。爆弾内部の温度は250万度（摂氏。以下同じ）に達する。内部から放射されたエネルギーは、爆弾周辺の空気に衝撃を与える。衝撃波が半径約8mに広がったあたりから、閃光というより火の玉「火球」として視認される。放射線が周囲の空気に衝突し青白く光らせる。100万分の15秒後、温度は40万度に下がり、火球は直径20mとなる。0.2秒後には火球の直径は310mとなり、表面温度は6,000度で、この時に最も大きく明るく見える。また地上に熱線の影響が出てくる。2秒後までに熱線は90％が放出される。この頃からガンマ線が大量に放出され、空気が反応して紫色に見える。0.51秒後、火球は縮み始め、煙が出始める。1.7秒後にはキノコ雲が形成され始める。
この頃に地上を襲った熱線による瞬間的なやけどが、被爆死亡者の20 - 30％の死因となった。広島市では爆心地から2.3kmの距離まで、この「閃光やけど」の被害があったとされる。また、熱線を浴びた建築物は表面の塗料に瞬時に気泡が生じるなどした。その時に建物の前に人体などがあればそれが熱を受けるため、陰になった部分は変化がみられず「影」として残ることとなった。
またこの段階で衝撃波が地上を襲う。窓ガラスが割れ、破片が音速を超える速度で人々を襲った。分析に参加したポストル博士は、衝撃波は地上に激突し、反射する力が上から加わる力によって再び戻され、2倍の圧力になって建物等を襲ったと推定した。
番組では、猿楽町にあった産業奨励館が熱線と衝撃波によって破壊され「原爆ドーム」となる過程が、松屋産業による復元映像データに基づくCG映像によって再現された。爆心地（猿楽町の隣、細工町にあった島病院）の北西160mの産業奨励館に、高度567mから1,900 - 2,200度以上の熱線が0.2秒後に降り注ぐ。現在ドーム状の鉄骨が残る丸屋根を覆っていた厚さ0.3mmの銅板が溶けたが、他の部分の屋根はスレート葺きであり高熱に耐えた。その0.6秒後、1平方mあたり20トンと計算される衝撃波が到達する。衝撃波は、溶けずに残った鉄骨の間をすり抜け、内部の螺旋階段のみを破壊する。いっぽうスレート屋根が残った部分は衝撃波の圧力によってほぼ垂直に押し潰された。番組では、熱線と衝撃波による破壊にかかった時間を1秒と推定した。

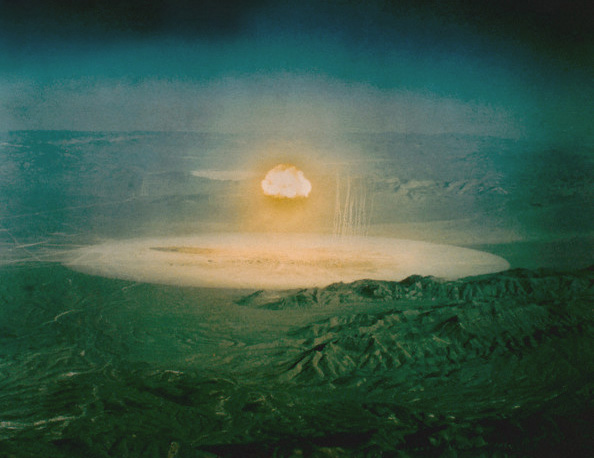
「火球」や「衝撃波」の検証には、放送の数年前にアメリカ政府によって公開された資料映像とデータが用いられた。画像は比較検証にブロード博士が注目したアンコール実験のもの。

### 第3段階 3秒から10秒 「衝撃波の広がり」
熱線の影響は3秒程度で消えるが、衝撃波は地上を伝わり建物等を破壊していった。3秒後には1.5km、7.2秒後には3km、10.1秒後には4km先に到達したと推定された。また建物内に侵入した衝撃波が、砕けたガラス片もろとも人々を巻き込み、打撲や裂傷を負わせ、命を奪っていったと推定された。さらに、地上が高温状態であったため、地上に近い高さを進む衝撃波には細かな渦が生じて破壊力を増したと推定された。
爆心地から1.6km離れた広島貯金支局のビルは4階建ての鉄筋コンクリート造りだったため無傷で残ったものの、中にいた84人が死亡した。番組では衝撃波のシミュレーション実験を行ない、3.4秒後に支局を襲った衝撃波が建物内部に爆風の渦を巻き起こしたと推定した。また、広島地方気象台は爆心地の南3.7kmにあり、衝撃波は9.1秒後に到達したと推定した。そこでは椀型風速計が風速200mを観測したという。なお、爆風が複数回襲ってきたという証言が得られている。その原因の1つとして、キノコ雲の上昇に伴い暴風が生じて雲に吸い上げる力が発生したことが考えられた。爆心地方向からの衝撃波でなぎ倒された物が吹き戻しの猛烈な風で爆心地方向へ引き倒されたとみられる事例もあるが、竜巻や突風が生じていたことから、企画に参加した科学者たちは事例のすべてが吹き戻しとは断言できないとした。

### 10秒の後から

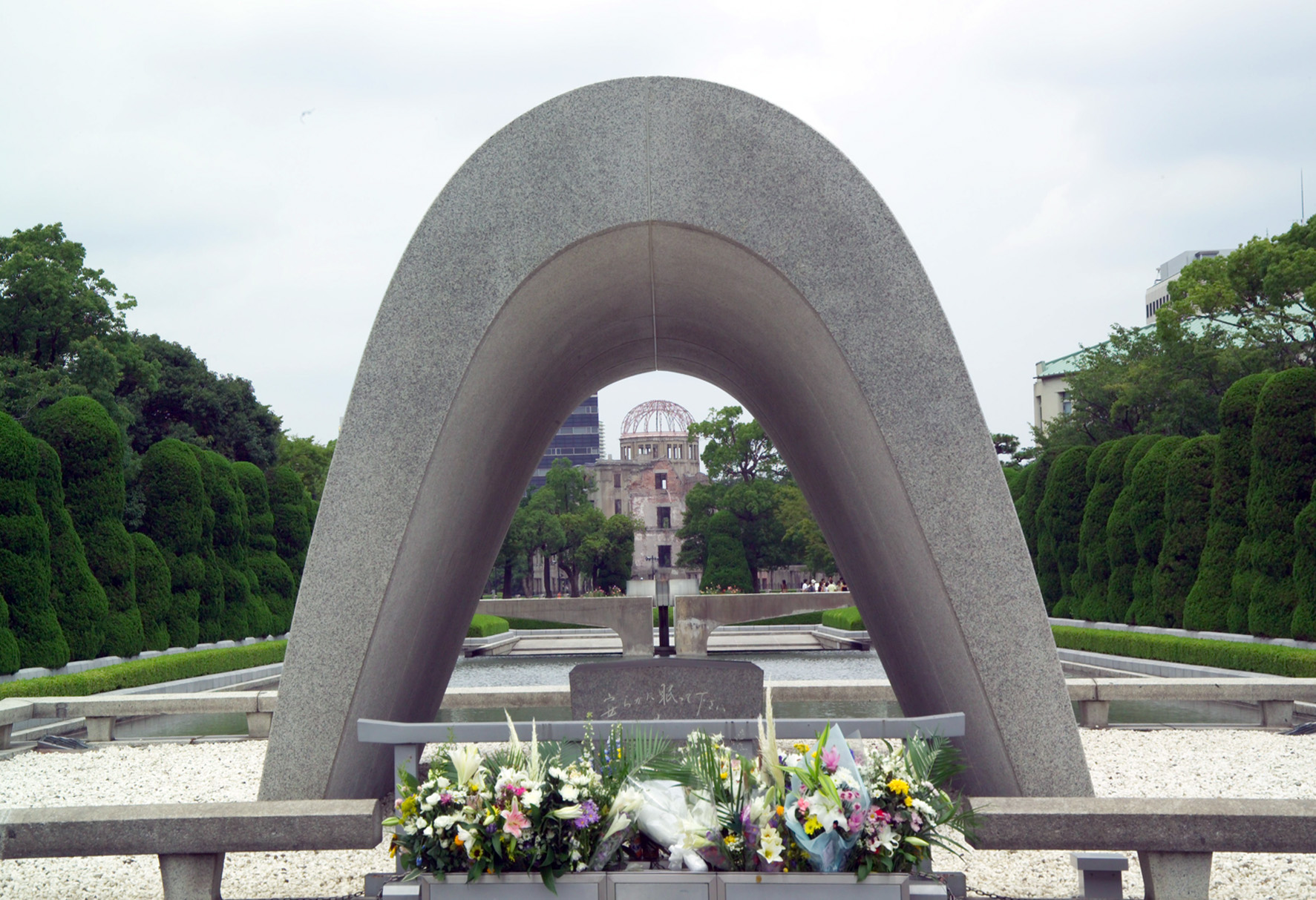
慰霊碑の奥に見える原爆ドーム。（参考画像）

100万分の1秒までの間に生じた中性子、ガンマ線の照射は1分後まで続き、被爆した人に長期間にわたる影響を与えることとなる。20分後には広島市内で火災による「火事嵐」が発生。被爆者たちの証言によれば原爆投下30分後には「黒い雨」が降り出した。この雨水に含まれる放射性降下物により0.03 - 0.04グレイの被爆となる。さらに、1986年に日米両国の協力で作成された「広島原爆の放射線量再評価（DS86）」の検証によれば、残留放射能が、8月6日以降に広島市の外部から入ってきた人々にも放射線を浴びせ続けた。1945年末までに死者は14万人に達した。
アメリカから来日した科学者3人は、番組制作のためのこの10秒の検証を終え帰国する前に、日本からの科学者2人に案内されて広島平和記念資料館を見学している。クラウトハマー博士は、見学者が感想などを書く芳名録に、「この過去の教訓が我々の未来の姿であろうか」といった趣旨の事を書いたという。番組は、窓辺に置かれたこの芳名録の向こうに平和記念公園の慰霊碑、さらにその先の原爆ドームを映して終わる。

## 番組への評価
番組は、平成10年度文化庁芸術祭優秀賞、第29回科学放送賞高柳記念賞、第36回ギャラクシー賞優秀賞を受賞した。また、番組中に登場する原爆の検証・再現のCG映像は高く評価され、財団法人マルチメディアコンテンツ振興協会主催・通商産業省共催の「第13回マルチメディアグランプリ1998」のCG部門において「インダストリー賞」を受賞している。
このほか、1999年2月に開催された厚生省中央児童福祉審議会文化財部会第一部会議において、中学生以上を対象とする児童文化財（音響・映像等）として推薦・特別推薦された。

## 番組放送日時
- 本放送 - 1998年8月6日（木）20:00(JST)[45]
- 再放送 - 2005年4月3日（日）23:10(JST)
- 放送時間 - 59分

## 番組制作スタッフ
- ディレクター - 沢田博史、村田英治[43]
- 語り - 濱中博久[46]
- 音楽 - 牟岐礼[46]
- 撮影 - 三宅貴
- 照明 - アレックス遠藤
- 音声 - 田嶋猛
- 技術 - 鈴木勇二
- 構成 - 澤田博史、村田英治
- 取材 - 青柳由則、川本華子、櫻井玲子、右田千代、児成剛、清水芳雄
- 制作統括 - 新山賢治、柏瀬武、佐藤正行

他。